# Halinów
Halinów è un comune urbano-rurale polacco del distretto di Mińsk, nel voivodato della Masovia.
Ricopre una superficie di 63,09 km² e nel 2004 contava 12 150 abitanti.